# Bundesarbeitsgemeinschaft der überörtlichen Träger der Sozialhilfe und der Eingliederungshilfe

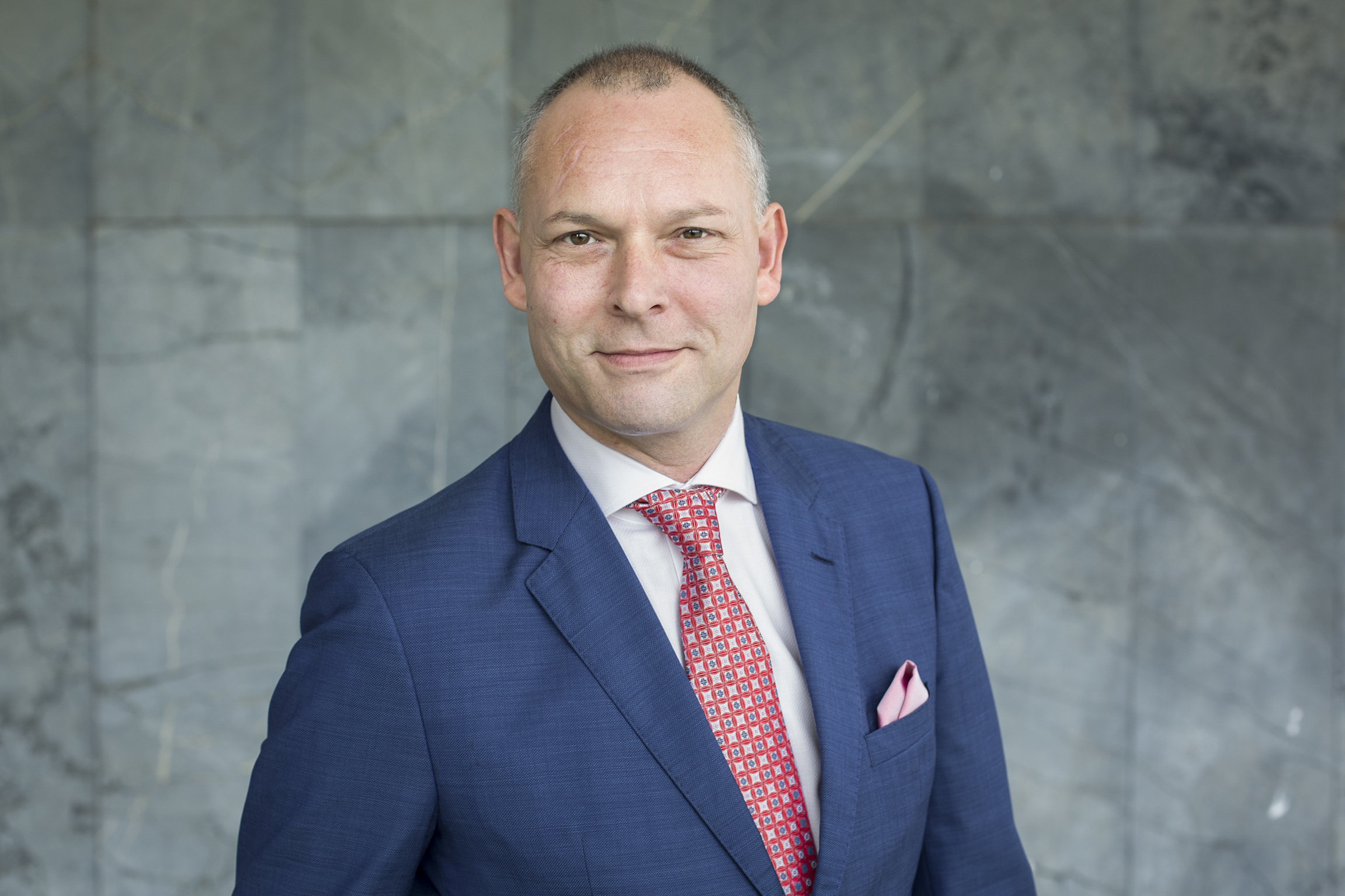
Dirk Lewandrowski (Vorsitzender seit 1. Januar 2023)

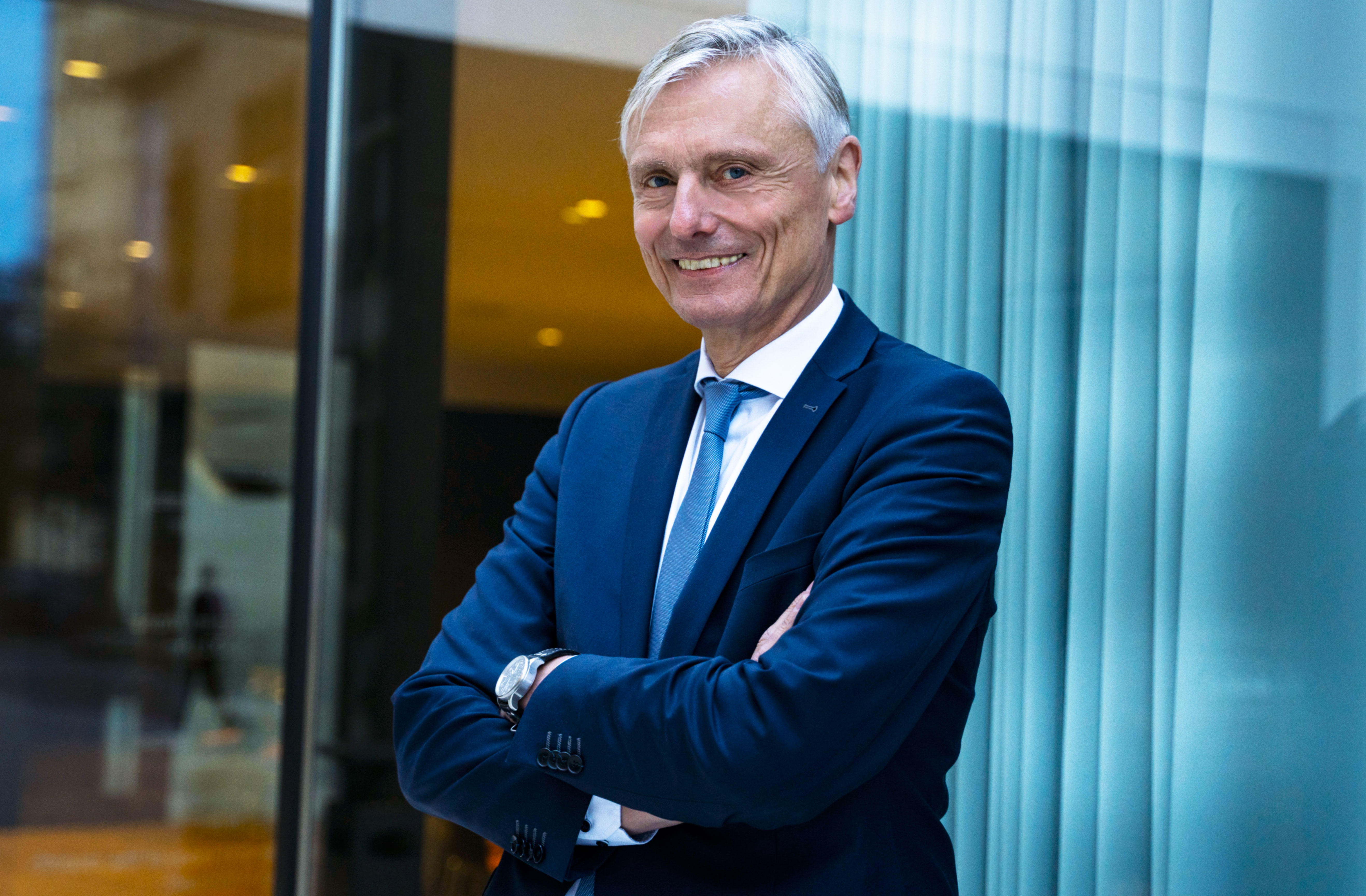
Matthias Münning (Vorsitzender bis 31. Dezember 2022)

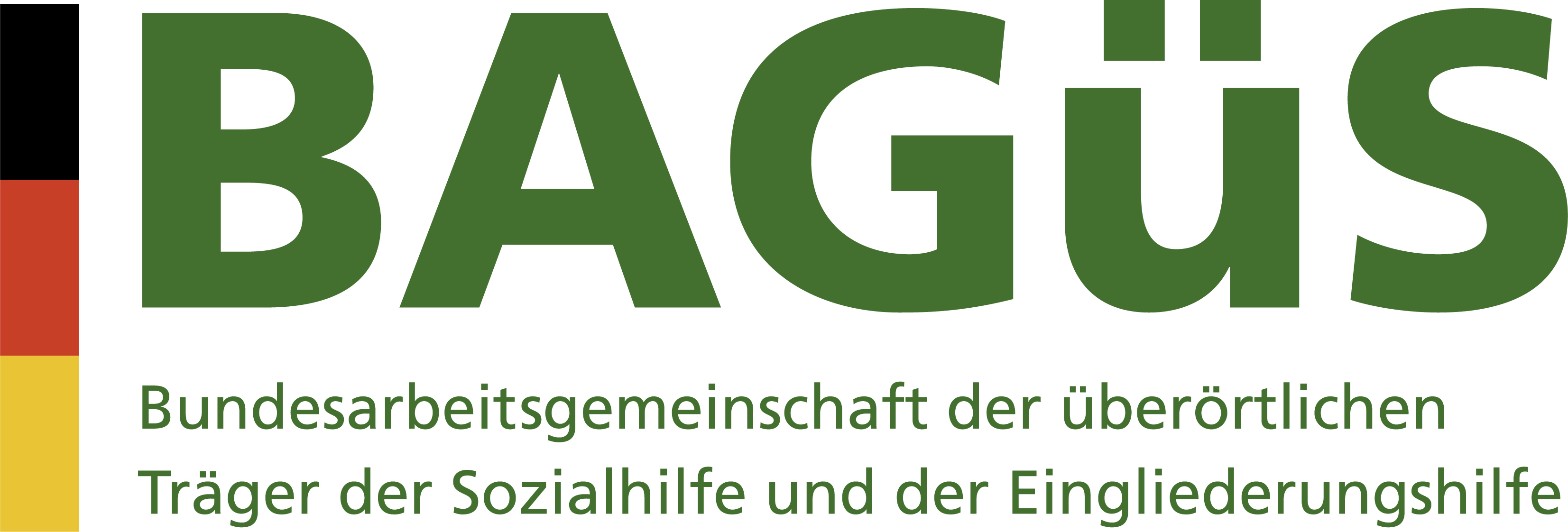
Logo der BAGüS

Die Bundesarbeitsgemeinschaft der überörtlichen Träger der Sozialhilfe und der Eingliederungshilfe (BAGüS) ist eine Arbeitsgemeinschaft aller 23 überörtlichen Träger der Sozialhilfe und der Eingliederungshilfe in Deutschland im Sinne von § 94 SGB X. Sie wurde 1947 gegründet und ist Mitglied der Bundesarbeitsgemeinschaft für Rehabilitation (BAR).
Je nach Landesrecht sind überörtliche Träger der Sozialhilfe und Eingliederungshilfe entweder die Bundesländer selbst oder höhere Kommunalverbände. Die BAGüS hat in jedem Bundesland ein Mitglied, in Nordrhein-Westfalen zwei und in Bayern sieben Mitglieder.
Im Wesentlichen sind die Aufgaben der überörtlichen Träger der Sozialhilfe und der Eingliederungshilfe im Sozialgesetzbuch geregelt, vor allem in dem Zwölften Buch Sozialgesetzbuch (SGB XII) und in dem Neunten Buch Sozialgesetzbuch (SGB IX). Die Leistungen der Eingliederungshilfe – insbesondere die Bereiche der Leistungen zum Wohnen und Arbeiten – stellen zentrale Aufgaben der überörtlichen Träger der Sozialhilfe und Eingliederungshilfe dar. Die genaue Aufgabenverteilung obliegt den Ländern und kann von Bundesland zu Bundesland abweichen.
Vorsitzender der BAGüS ist seit dem 1. Januar 2023 Dirk Lewandrowski, Dezernent für Soziales des Landschaftsverbandes Rheinland (LVR). Er wurde im Mai 2022 auf der Hauptversammlung in Essen gewählt und hat Matthias Münning, Sozialdezernent des Landschaftsverbandes Westfalen-Lippe (LWL), abgelöst, der Ende 2022 in den Ruhestand getreten ist. Zu den weiteren Amtsvorgängern zählen Georg Häring, Herbert Neseker, Gerhard Vigener und Fritz Baur.
Stellvertretende Vorsitzende sind Andreas Jürgens vom Landeswohlfahrtsverband Hessen und Ingo Tscheulin aus der Sozialbehörde in Hamburg.
Geschäftsführer der BAGüS sind Matthias Krömer, LWL, und Carsten Mertins, LWL.

## Geschichte
Am 30. August 1947 wurde auf einer Arbeitstagung der Landesfürsorgeverbände in Kassel die Arbeitsgemeinschaft der Landesfürsorgeverbände der Vereinigten Westzonen gebildet. Hauptakteur war der Landeshauptmann des damaligen Bezirks Kommunalverbandes Hessen in Kassel, Georg Häring, der erste Vorsitzende der BAGüS.
Zentrales Ziel dieser ständigen Arbeitsgemeinschaft war es, die Vernetzung der Landesfürsorgeverbände sicherzustellen sowie Vorsorge für eine einheitliche Rechtsanwendung zu tragen.
Die Bildung der Arbeitsgemeinschaft wurde mit Rundschreiben von Häring vom 3. September 1947 an die zuständigen Ministerien der Länder und an den Zwei-Zonen-Wirtschaftsrat angezeigt. In diesem Rundschreiben bat Häring, der Arbeitsgemeinschaft bei der Erörterung sozialpolitischer Fragen, die die Arbeit der Landesfürsorgeverbände betreffen, rechtzeitig Gelegenheit zur Stellungnahme zu geben. Die heutige BAGüS war damit gegründet. Auch der Deutsche Städtetag, der Deutsche Landkreistag und der Deutsche Verein wurden mit Schreiben gleichen Datums über die Bildung dieser Arbeitsgemeinschaft unterrichtet.
Sitz der Geschäftsstelle der Arbeitsgemeinschaft der Landesfürsorgeverbände war bis Mitte 1953 der Landesfürsorgeverband in Kassel. Ein Wechsel des Vorsitzes und der Geschäftsführung nach Münster erfolgte im August 1953.
1962 wurde die Arbeitsgemeinschaft der Landesfürsorgeverbände umbenannt in „Bundesarbeitsgemeinschaft der überörtlichen Träger der Sozialhilfe“. Grund dafür war das Inkrafttreten des Bundessozialhilfegesetzes, das die Aufgaben der BAGüS neu ordnete.
2019 änderte die BAGüS zum zweiten Mal ihren Namen. Wegen des mit dem Bundesteilhabegesetz (BTHG) geschaffenen neuen Leistungsrechts der Eingliederungshilfe wird die Arbeitsgemeinschaft in „Bundesarbeitsgemeinschaft der überörtlichen Träger der Sozialhilfe und der Eingliederungshilfe“ (BAGüS) umbenannt.

## Zweck
Zweck der BAGüS sind Zusammenarbeit und Austausch der Leistungsträger untereinander in organisatorischen, fachlichen und fiskalischen Fragen mit dem Ziel
- zu weitestgehend einheitlicher Rechtsanwendung, wirksamer Gestaltung der Leistungen für Menschen in besonderen Lebenslagen und
- zu effektivem Verwaltungshandeln sowie zur Weiterentwicklung lebensnaher und praxisgerechter rechtlicher Regelungen beizutragen.

Darüber hinaus ist auch die Mitarbeit in anderen Institutionen und die Öffentlichkeitsarbeit ein Tätigkeitsfeld der BAGüS. Sie vertritt zudem die Interessen der Mitglieder gegenüber der Bundesregierung und nimmt die ihr nach Gesetz übertragenen Aufgaben wahr.

## Mitglieder
- Bezirk Mittelfranken, Ansbach
- Bezirk Schwaben, Augsburg
- Bezirk Oberfranken, Bayreuth
- Senatsverwaltung für Arbeit, Soziales, Gleichstellung, Integration, Vielfalt und Antidiskriminierung, Berlin
- Senatorin für Soziales, Jugend, Frauen, Integration und Sport, Bremen
- Landesamt für Soziales und Versorgung des Landes Brandenburg, Cottbus
- Sozialagentur Sachsen-Anhalt, Halle/Saale
- Behörde für Arbeit, Gesundheit, Soziales, Familie und Integration, Hamburg
- Niedersächsisches Landesamt für Soziales, Jugend und Familie, Hildesheim
- Landeswohlfahrtsverband Hessen, Kassel
- Ministerium für Soziales, Jugend, Familie, Senioren, Integration und Gleichstellung des Landes Schleswig-Holstein, Kiel
- Landschaftsverband Rheinland, Köln
- Bezirk Niederbayern, Landshut
- Kommunaler Sozialverband Sachsen, Leipzig
- Landesamt für Soziales, Jugend und Versorgung Rheinland-Pfalz, Mainz
- Landesverwaltungsamt Thüringen, Meiningen
- Bezirk Oberbayern, München
- Landschaftsverband Westfalen-Lippe, Münster
- Bezirk Oberpfalz, Regensburg
- Landesamt für Soziales, Saarbrücken
- Kommunaler Sozialverband Mecklenburg-Vorpommern, Schwerin
- Kommunalverband für Jugend und Soziales Baden-Württemberg, Stuttgart
- Bezirk Unterfranken, Würzburg[4]

## Ziele und Aufgaben
Ziele der BAGüS-Mitglieder sind die gleichberechtigte Teilhabe von Menschen mit Behinderungen am Leben in der Gesellschaft und die Unterstützung von Menschen mit Pflegebedarf.

### Empfehlungen
Die Mitglieder der BAGüS entwickeln dafür gemeinsam lebens- und praxisnahe Empfehlungen zur Umsetzung von Bundesgesetzen und tragen damit zu einer bundesweiten, einheitlichen Rechtsanwendung bei. Darüber hinaus ist es seit 1947 in der Verwaltungspraxis üblich, solche Empfehlungen auch mit den kommunalen Spitzenverbänden abzustimmen. Die so gefassten Beschlüsse haben daher auch empfehlenden Charakter für örtliche Träger der Sozialhilfe oder Eingliederungshilfe. Beispiele aus der jüngeren Zeit sind die knapp 300 Seiten starken BAGüS-Werkstattempfehlungen und die BAGüS-Hochschulempfehlungen.

### Orientierungshilfe
Eine schwächere Form zur Empfehlung bietet die in der Arbeitsordnung der BAGüS ebenfalls vorgesehene Orientierungshilfe. Dieses Mittel hat sich bewährt, wenn die Entwicklung der Tatsachen- und Rechtslage noch offen ist. Beispiele hierfür sind die Orientierungshilfe zur sozialen Teilhabe in der Eingliederungshilfe, die Orientierungshilfe zur Durchführung von Prüfung der Wirtschaftlichkeit und Qualität.

### Beteiligung an Gesetzgebungsverfahren
Darüber hinaus stellt die BAGüS ihr Wissen den zuständigen parlamentarischen Gremien, den Ministerien des Bundes und der Länder und kommunalen Entscheidungsträgern zur Verfügung. Die BAGüS wirkt zum Teil auf Grund ausdrücklicher gesetzlicher Regelung in einer Vielzahl von Gremien und Einrichtungen des Bundes beschließend oder beratend mit. Im Rahmen dieser Aufgabe macht sie auch dem Gesetzgeber und den Ministerien Vorschläge für die Entwicklung der gesetzlichen Regelungen. Die Arbeitsordnung der BAGüS bezeichnet diese Beschlüsse als fachpolitische Stellungnahmen. Diese können entweder als Positionspapier oder als Diskussionspapier beschlossen werden. Die BAGüS hat daher immer wieder zu den Bundestagswahlen und den Koalitionsverhandlungen derartige Positionspapiere veröffentlicht.

### Öffentlichkeitsarbeit
Zudem beteiligt sich die BAGüS an diversen Publikationen mit Fachbeiträgen.
Zu den Projekten der BAGüS gehört das im Jahr 1998 begonnene Projekt „Kennzahlenvergleich Eingliederungshilfe der BAGüS“. Der Kennzahlenvergleich liefert qualitätsgesicherte und plausibilisierte Informationen über Entwicklungen in den wesentlichen Bereichen der Eingliederungshilfe und durch seine Projektstruktur die Möglichkeit zum fachlichen Austausch zwischen den BAGüS-Mitgliedern. Durch die an den Steuerungsinteressen der Eingliederungshilfe ausgerichtete Datenerhebung und Darstellung stellt der BAGüS-Kennzahlenvergleich ein in der Fachöffentlichkeit und somit auch in der politischen Diskussion anerkanntes Informationsmedium dar. Schließlich verfügt die BAGüS mit dem Kennzahlenvergleich über ein eigenes, auch strategisch einsetzbares Kommunikationsinstrument in der fachlichen bzw. fachpolitischen Debatte. Es ermöglicht, eigene thematische Schwerpunktsetzungen und deutlich zeitnäher differenzierte und plausibilisierte Daten zu wichtigen Leistungen und Fragestellungen der Eingliederungshilfe, als dies die amtliche Statistik vermag.

### Interne Information
Intern hat die BAGüS eine Informationsfunktion gegenüber ihren Mitgliedern. Die Geschäftsstelle informiert über die Auswirkungen der Bundespolitik sowie über geplante Maßnahmen auf Bundesebene. Hierzu gehört beispielsweise die Unterrichtung über anstehende Gesetzesvorhaben. Darüber hinaus wird die Zusammenarbeit und der Erfahrungsaustausch durch die Geschäftsstelle der BAGüS organisiert.

## Gremien und Fachausschüsse

### Hauptversammlung
Die Hauptversammlung besteht aus den Mitgliedern der BAGüS und findet mindestens zweimal im Jahr statt. Zu den Aufgaben der Hauptversammlung gehört die Beratung und Beschlussfassung über alle Angelegenheiten von grundsätzlicher Bedeutung. Die Hauptversammlung wählt aus ihrer Mitte den Vorsitzenden und zwei Stellvertreter. Sie wählt zudem die Vorsitzenden und stellvertretenden Vorsitzenden der Fachausschüsse sowie die weiteren Mitglieder des Vorstandes.

### Vorstand
Der Vorstand führt die Geschäfte der BAGüS. Er handelt auf der Basis der Beschlüsse der Hauptversammlung und der empfehlenden Beschlüsse der Fachausschüsse. Der Vorstand besteht aus dem Vorsitzenden, einem Stellvertreter und einer Stellvertreterin, den Vorsitzenden und den stellvertretenden Vorsitzenden der Fachausschüsse I, II und III, sowie mindestens drei, höchstens jedoch sechs weiteren Personen, die von der Hauptversammlung gewählt werden.

### Fachausschüsse
Die BAGüS verfügt über vier Fachausschüsse, die jeweils eigene Themenschwerpunkte bearbeiten und entsprechend unterschiedliche Aufgaben wahrnehmen. Dort werden die fachlichen Entscheidungen der Hauptversammlung themenbezogen beraten und vorbereitet. Folgende Themenkomplexe werden in den Fachausschüssen behandelt:
- Schulbildung und Soziale Teilhabe (Fachausschuss I)
- schulische Berufsausbildung und Teilhabe am Arbeitsleben (Fachausschuss II)
- Altenhilfe und Pflege (Fachausschuss III)
- Betreuungsangelegenheiten (Fachausschuss IV)